# Poetas de Botella
Poetas de Botella es un grupo de rock, nacido en El Astillero (Cantabria, España) en el año 2005. Cuentan con una maqueta y cinco discos en el mercado.

## Historia
Se forma a mediados de 2005 cuando un grupo de amigos que rondan los 17 años deciden juntarse y empezar a tocar versiones. En sus inicios, el grupo lo componían Roberto San Millán “Robe” a la voz, Daniel Santiago como guitarra solista, Silvia Castillo como guitarra rítmica, Julio Castillo al bajo y David González “Tolo” en la batería. 

### Primeros cambios y la maqueta
Silvia deja la banda en poco tiempo y es sustituida por Alfonso Lorenzo "Fonso". Éste tampoco permanece mucho y en su lugar entra Pablo Girón, consolidándose así la actual formación. 
Tras un tiempo de ensayos y algún concierto por su región, en 2006 el grupo entra a grabar su primera maqueta en los estudios El Sótano de Pamplona, bajo la producción de Iker Piedrafita (quien además colabora en una canción). Esta maqueta, titulada Versos Sin Palabras y compuesta por cinco temas, es su carta de presentación en la escena musical cántabra. Con esta gira llegan a dar un gran número de conciertos por la Comunidad, haciéndose un nombre en ella.
Ese mismo año ganan el concurso El Sonido del Trabajo, lo que les ofrece la posibilidad de tocar junto al conocido conjunto andaluz Reincidentes. También son nominados a dos premios EstelaRock de la Música de Cantabria: “Mejor Canción” por Canciones Absurdas y “Grupo Revelación 2006”, resultando vencedores en este último.

### Segunda etapa: DFX yPunto de Partida
Tras las buenas críticas recibidas en Cantabria, deciden comenzar a mostrar su directo en conciertos y festivales por otras comunidades, como por ejemplo Asturias, País Vasco, La Rioja o Castilla y León.
En 2007, fichan por la discográfica DFX Records, y vuelven a El Sótano para grabar su primer álbum, Punto de Partida. Cuentan con la colaboración de varios amigos del grupo, como Nando (La Fuga), Daviz (Mala Reputación) y, de nuevo, Iker (Dikers). Comienzan una gira de presentación en la que se mueven por gran parte de España.
Para apoyar el lanzamiento del disco graban su primer videoclip, Tal Como Soy, que presentan desde ese momento en cadenas de televisión como MTV, Sol Música o 40 TV, además de difundirlo por Internet.

### Peleando Alacontra
En 2010, el grupo termina con su discográfica anterior y ficha por la productora Peleando Alacontra para que gestione sus conciertos. En el mes de julio de ese año terminan de presentar Punto de Partida con gran éxito por varias ciudades españolas (Madrid, Bilbao, Salamanca, Oviedo, Gijón, San Sebastián, León...) y, tras ser finalistas del X Certamen de bandas Cantabria Joven, se centran en preparar el que será su segundo disco.

### 38 Decibelios
A principios de 2012, totalmente independientes de cualquier discográfica o productora, entran a grabar a los estudios Cúbex (Cantabria) bajo la producción de Raúl Serrano (La Fuga). En marzo de ese mismo año lanzan lo que se convierte en su segundo disco de estudio, 38 Decibelios.
Desde su salida las experiencias con este álbum han sido muy positivas para la banda. A raíz de esta buena dinámica, el 30 de marzo el grupo consiguió una de las mayores oportunidades de su corta trayectoria, telonear al grupo navarro Marea, en el Palacio de los Deportes de Santander ante más de 6000 personas. 
El 27 de junio de 2012 el grupo presentó el primer videoclip de este nuevo disco, el tema elegido fue 'El gran final' y la pieza fue dirigida por el realizador cántabro Javier Sobremazas.

### Contacto
En 2013 y tras la llegada de Danko Blanco, después de la marcha de Daniel Santiago, la banda edita 'Contacto' un EP de cuatro cortes registrados en Tatami Estudio (Madrid), bajo la producción de Victor Martínez 'Moro' y Charly Hernández.
Además, en diciembre de 2013, el grupo sacó a la luz 'Siempre Racing' tema incluido en el disco centenario del club más representativo del fútbol cántabro.

### Nueva etapa
Tras un año presentado 'Contacto' por toda España, Pablo Girón decide abandonar la formación para probar suerte en Inglaterra. Lejos de derrumbarse, la banda inició la composición de su siguiente LP que vio la luz a principios de 2015 coincidiendo con el décimo cumpleaños del grupo. Para suplir esta baja se acaba de incorporar Yoni Simón (ex-Proyecto Hombro y Balance de Daños); con él la banda busca recuperar frescura y vitalidad para afrontar este nuevo reto discográfico.

### Sinergia
El nuevo larga duración de Poetas de Botella se llama 'Sinergia', compuesto por 11 cortes grabados, mezclados y masterizados en Live! Estudio por Juan Torre. Con este disco la banda ha realizado, durante 2015, más de 30 conciertos por toda España. Además, el grupo ha lanzado dos videoclips: Esclavos y REM, ambos dirigidos por el cántabro Javier Lerena.

### 10 Años
El 16 de enero de 2016 Poetas de Botella grabó en Escenario Santander su primer CD/DVD en directo. Con este evento, en el que junto a la banda participaron, entre otros, músicos de La Fuga, Desakato, Mala Reputación o Los Perezosos, el grupo ha querido celebrar sus primeros 10 años de vida.

### Intactos
En 2019/2020 Poetas de Botella regresa con 'Intactos', un EP de cuatro cortes en los que la banda ha estrenado formato (cuarteto) y en el que ha explorado nuevos sonidos y conceptos musicales.

## Miembros
Miembros actuales
- Rober San Millán - voz (2005-presente)
- Julio Castillo Gómez - bajo (2005-presente)
- David Gónzalez 'Tolo' - batería (2005-presente)
- Yoni Simón  - guitarra, programación, coros (2014-presente)

Antiguos miembros
- Dani Santiago - guitarra (2005-2013)
- Pablo Girón - guitarra (2006-2014)
- Fonso Lorenzo - guitarra (2005-2006)
- Silvia Castillo - guitarra (2005)

## Discografía
- Versos Sin Palabras (2006, autoproducida)

1. Voy a Seguir
2. Trovador
3. El Bar de Aquí al Lado
4. Canciones Absurdas
5. Otra Noche Más

- Punto de Partida (2008, DFX Records)

1. Promesas
2. Vuelta a Empezar
3. Tal Como Soy
4. Trozos de Mí
5. Todo Cambió
6. Princesa de Cristal
7. Tú Misma
8. Aquí Estaré
9. Despiértame
10. Sin Ganas de Nada
11. Mi Mitad
12. Tu Secreto

- 38 Decibelios (2012, autoproducido)

1. Infamia
2. Miénteme
3. El Gran Final
4. Día Gris
5. Por Ti
6. Principio del Fin
7. Un Golpe Más
8. Ibrahim
9. Pa' Que Te Enteres
10. Día Gris (Versión Acústica)

- Contacto (2013, Live! Records)

1. Ciudad Silencio
2. Acción, Reacción
3. Eternos
4. Tanto

- Racing Calling (2014, Fak Records)

1. Siempre Racing

- Sinergia (2015, Live! Records)

1. Memento
2. REM
3. El Valor de los Cobardes
4. Reset
5. Nada Más
6. Lágrimas de Arena
7. Ahora o Nunca
8. Cristina
9. Virus
10. Esclavos
11. Diez

- 10 Años (2017, Live! Records)

1. DVD / CD - Directo en Escenario Santander

- Intactos (2019, El Tojo Producciones)

1. Kamikazes
2. Principios
3. Orión
4. Polaris

- Distopía (2021, Live! Records)

1. Distopía